# La Libertad (Petén)
La Libertad ist eine über 7.000 Einwohner zählende Kleinstadt in Guatemala. La Libertad liegt im Departamento Petén und ist Verwaltungssitz eines Municipios, das sich auf 5.271 km² erstreckt und über 35.000 Einwohner hat. Ende 2011 verlor La Libertad einen großen Teil seines Verwaltungsgebietes, da die frühere Landgemeinde (aldea) Las Cruces zu einem Municipio erhoben wurde.

## Geographie
Der Ort La Libertad liegt rund 30 km südwestlich des Petén-Itzá-Sees auf 190 m Höhe. Von Flores, der am See gelegenen Hauptstadt des Departamentos Petén, führt die Nationalstraße 5 über La Libertad und Sayaxché ins weiter südlich gelegene Alta Verapaz. La Libertad bildet die südwestlichen Begrenzung einer etwas dichter besiedelteren Region südlich des Petén-Itzá-Sees, die ein relativ engmaschiges Netz an Nebenstrecken aufweist. Über diese ist La Libertad auch mit der Fernstraße CA 13 verbunden, die im östlichen Teil Peténs nach Izabal führt. Nach Guatemala-Stadt sind es über 500 km.
Wie bei allen Municipios Peténs liegt der Hauptort an einer größeren Verkehrsachse, während sich das Verwaltungsgebiet weit in rückwärtige, dünn besiedelte Regionen ausdehnt. Mit 7047 Quadratkilometer war La Libertad bis 2011 nicht nur eines der größten Municipios Guatemalas, sondern flächenmäßig auch noch größer als 17 der 22 Departamentos des Landes. Es umfasste das westliche Tiefland Peténs, das vom Río San Pedro im Norden, vom Río Usumacinta im Westen und vom Río de la Pasión im Süden begrenzt wird. Einen 1775,264 Quadratkilometer großen Landstrich entlang des Río Usumacinta verlor La Libertad Ende 2011, als die Landgemeinde Las Cruces zum selbständigen Municipio erhoben wurde. Damit verbleiben rund 5272 Quadratkilometer des etwas besser erschlossenen Tieflandgebietes bei La Libertad. Ganz im Nordwesten verläuft in südöstlicher Richtung die bis zu 672 m hohe Sierra del Lacandón (Nationalpark), deren hügelige Ausläufer (Montañas Chiquibul) die Mitte und den Osten des Municipios einnehmen. Dieses Gebiet, das weiterhin zum Municipio La Libertad gehört, ist größtenteils noch von tropischem Regenwald bedeckt. Das Klima ist feucht-heiß.
Die angrenzenden Municipios sind San Andrés im Norden, San Benito und San Francisco im Osten, Sayaxché im Süden sowie Las Cruces im Südwesten und Westen. Viele Weiler und ländliche Siedlungen im Nordwesten des Municipios sind von der dort verlaufenden Nationalstraße 13 aus nur über Schotterpisten und Trampelpfade zu erreichen.

## Geschichte
Im Zug der Eroberung durch die spanischen Konquistadoren flohen die Lacandonen aus Yucatán in das damals weitgehend menschenleere Land am Usumacinta, Itzá ließen sich (wieder) am Petén-Itzá-See nieder. Im Lauf der Zeit zogen Kekchí aus dem Süden und dann neben Spaniern und Ladinos auch Hochland-Maya zu. Auch der heutige Ort La Libertad wurde von Zuwanderern aus Yucatán gegründet, zunächst als Finca Sacluk. 1795 erhielt das Dorf den Namen Guadalupe Sacluk. Am 7. Februar 1880 wurde es in La Libertad umgetauft und zur Hauptstadt von Petén erhoben, einen Status, den es wegen der unzureichender Infrastruktur schon am 24. Oktober 1882 wieder an Flores verlor. Um 1880 hatte das Municipio rund 1500 Einwohner, davon lebte ein Drittel im Hauptort. In den Jahren danach wanderten etliche Viehzüchter aus dem mexikanischen Chiapas ein. Im Jahr 1926 landete in La Libertad und damit erstmals in Petén ein Flugzeug.

## Bevölkerung
Die Bevölkerung besteht heute zu zwei Dritteln aus Ladinos, die übrigen Einwohner sind Maya verschiedener Volksgruppenzugehörigkeit. In den letzten Jahrzehnten hat die Bevölkerungszahl stark zugenommen. Derzeit dürften im Municipio La Libertad rund 40.000 Menschen leben, davon über 80 Prozent auf dem Land.

## Wirtschaft
La Libertad lebt vorwiegend von der Landwirtschaft, insbesondere vom Anbau von Mais und Bohnen sowie von der Viehzucht. In der Gegend wird Erdöl gefördert. Bei La Libertad befindet sich eine kleine Erdölraffinerie und ein Flugplatz für die Allgemeine Luftfahrt. Wegen der reizvollen Landschaft und dem reichen Maya-Kulturerbe spielt auch der Tourismus eine Rolle.